# Chris Romanelli
Chris Romanelli foi o baixista dos Plasmatics, uma banda estadunidense de punk rock, de 1981 a 1983. Em 1986 ele retornou à banda, ficando até o ano de 1987. Ele tocou nos álbuns "Metal Priestess", "Coup d'Etat" e no "Maggots: The Record".
Após isso, ele teve alguns trabalhos temporários com diversas bandas, mas abandonou a indústria da música na metade dos anos 90. Chris escreveu a música para "The Damned", o único som dos Plasmatics a ganhar grande destaque na MTV. A música "The Damned" ainda aparece ocasionalmente na MTV, em alguns episódios do desenho Beavis and Butt-Head. Atualmente, ele é advogado em Nova York.